# 허 문공
허 문공(許 文公)은 허나라의 남작(재위: 주 유왕, 주 평왕 시기, ? ~ 기원전 732년)이다. 이름은 흥보(興父)이고, 허 무공의 아들이다.
| 전임 아버지 무공 | 허나라의 군주 ? ~ 기원전 732년 | 후임 아들 장공 불 |